# Кам'яні моря

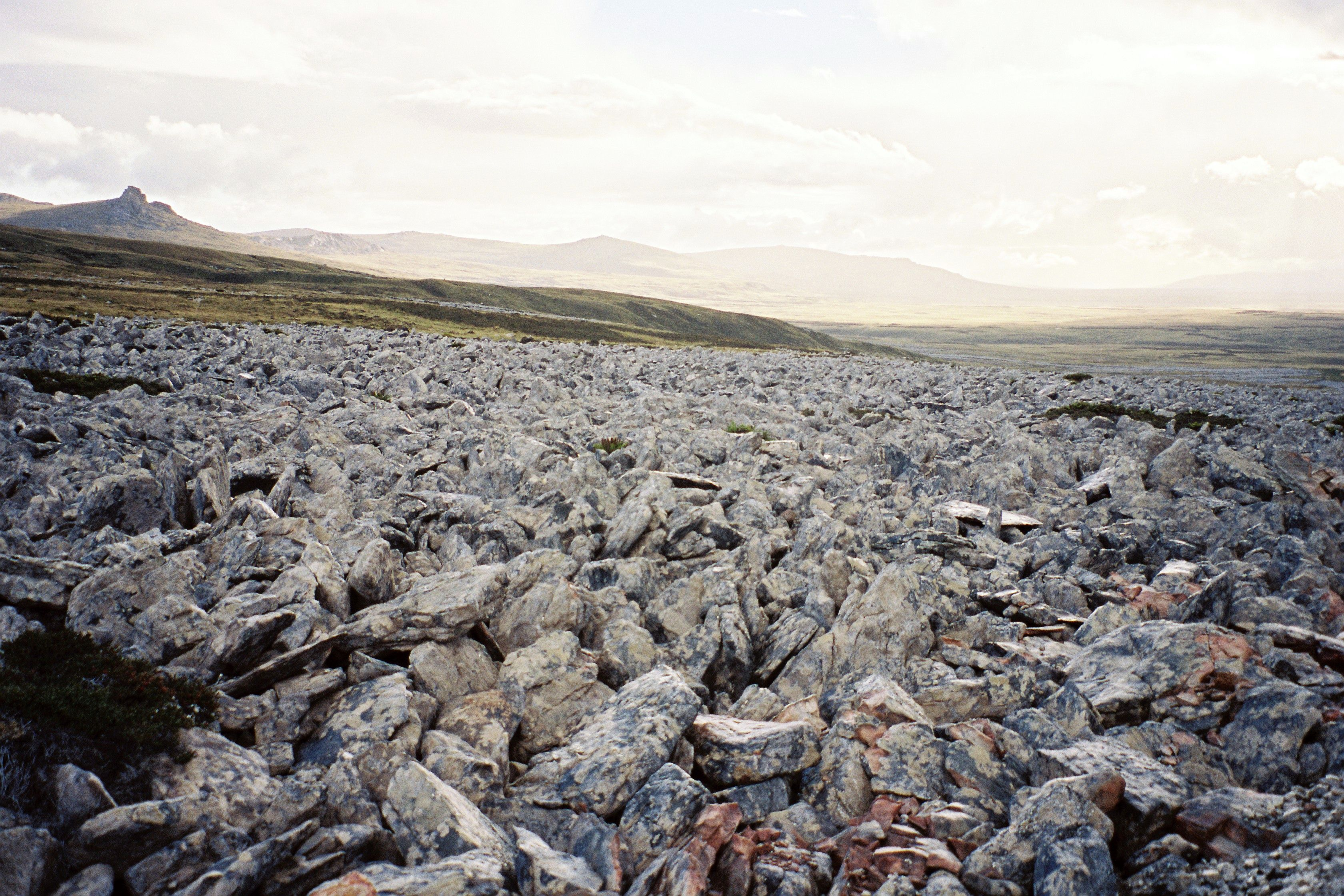
Кам'яне море на Фолклендських островах

Кам'яні моря — великі безладні нагромадження і розсипи неокатаних кам'яних брил (колювію), кам'янники, розташовані на плоских елементах рельєфу, що займають великі простори нижче снігової межі.
Утворюються в результаті процесів фізичного вивітрювання (в основному так званого морозного вивітрювання) гірських порід у поєднанні з явищами соліфлюкції переважно в областях з суворим континентальним кліматом і багаторічномерзлими гірськими породами.
Кам'яні моря часто зустрічаються в гірських місцевостях помірного поясу, де є типовими компонентами місцевих ландшафтів.